# Myolepta problematica
Myolepta problematica är en tvåvingeart som beskrevs av Thompson 1968. Myolepta problematica ingår i släktet parkblomflugor, och familjen blomflugor.
Artens utbredningsområde är Panama. Inga underarter finns listade i Catalogue of Life.